# Tony Knowles
Anthony Carroll Knowles, detto Tony (Tulsa, 1º gennaio 1943), è un politico statunitense.
È stato il 9º governatore dell'Alaska, carica che ha ricoperto dal dicembre 1994 al dicembre 2002. Rappresentante del Partito Democratico, è stato sindaco di Anchorage dal 1981 al 1987.